# 托卡切
托卡切（西班牙語：Tocache），是秘魯的城鎮，位於該國中北部聖馬丁大區，是托卡切省的首府，處於瓦亞加河上游，是托卡切省的首府，海拔高度497米，2007年人口23,511。